# Monte Cereto
Il Cereto è una montagna delle Prealpi Bergamasche situata in provincia di Bergamo. È posto nella bassa Valle Seriana. È una delle prime vette delle Prealpi, formata da due cime distinte, con la cima principale di 936 m.

## Accesso
Il percorso principale sale dalla Valseriana e prosegue per Selvino: 
- Sentiero 515: Albino - Selvino (Masu)[1]

## Geologia
La roccia prevalente è la dolomia, in particolare la formazione della Dolomia Principale del Norico, originata da sedimenti dolomitici di piattaforma carbonatica. 

## Ambienti e vegetazione
Sui versanti rivolti a sud del monte Cereto, si trova un terreno calcareo ed arido con scarsa vegetazione (anche a causa del vento incessante). Più a valle vi sono aree destinate a coltivazioni e coperte da distese erbose, nelle quali il bosco è limitato ai punti in cui sono presenti fenomeni carsici: si tratta di bosco ceduo di castagno con ceppaie e polloni residuo di castagneti abbandonati.
Il terzo ed ultimo ambiente è quello che si ritrova nei pressi del torrente Guarnasco, con una zona più umida e fresca ricoperta da un bosco ceduo con piante ad alto fusto, nel cui sottobosco sono diffusi rovi, ginepri, noccioli, ma anche il viburno lantana, il sambuco, il biancospino ed il ligustro.

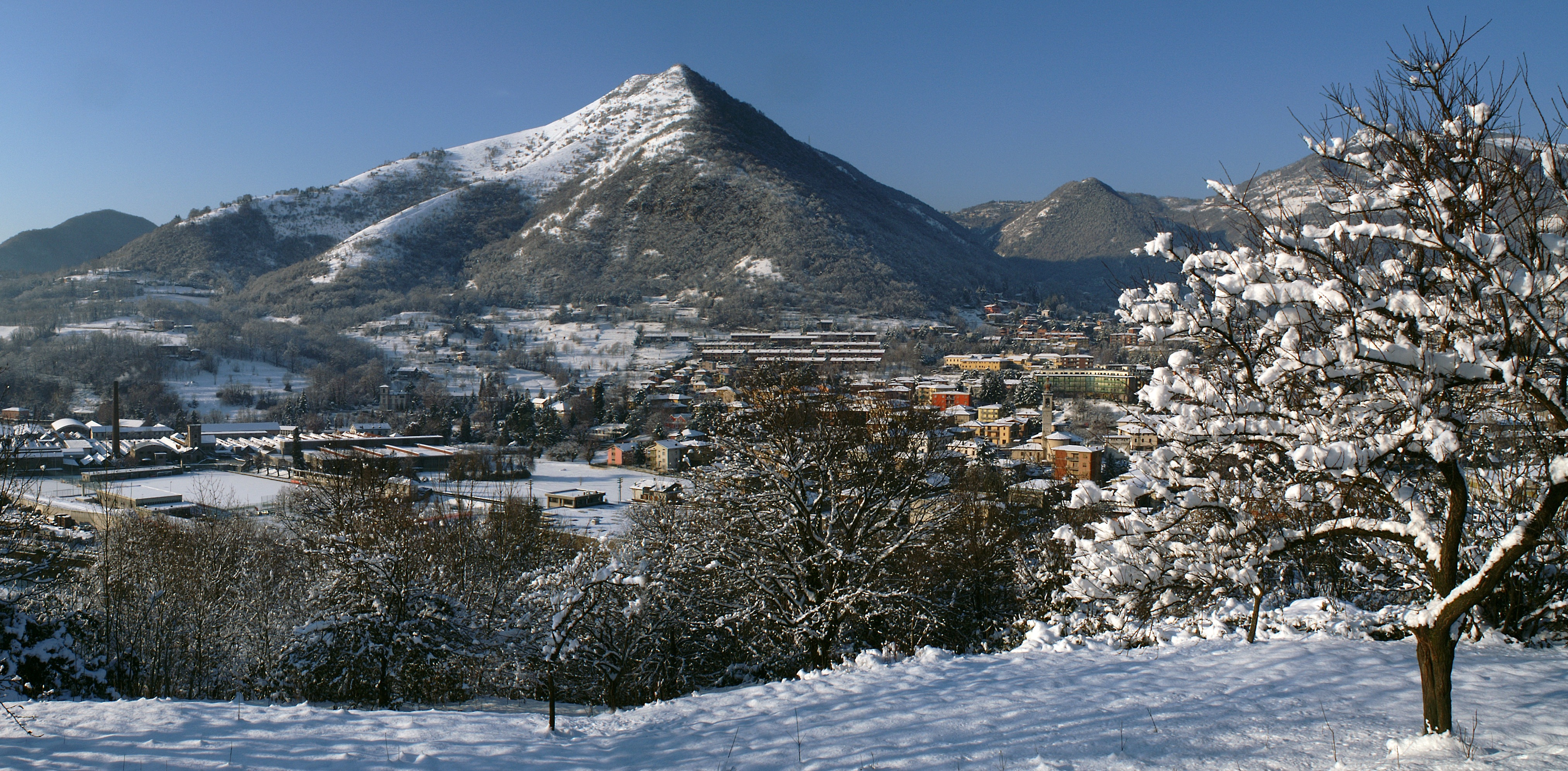
Aspetto invernale